# Joshua Adams
Joshua Adams (ur. 16 listopada 1993 w Phoenix) – amerykański koszykarz, grający na pozycjach rozgrywającego lub rzucającego obrońcy, od sezonu 2020/2021 zawodnik Virtusu Bolonia.
Przez kilka lat występował w rozgrywkach letniej ligi NBA w Las Vegas. Reprezentował Denver Nuggets (2016) i Dallas Mavericks (2017, 2018).

## Osiągnięcia
Stan na 10 listopada 2020, na podstawie, o ile nie zaznaczono inaczej.
NCAA
- Uczestnik rozgrywek turnieju:
  - NCAA (2015)
  - Portsmouth Invitational Tournament (2016)
- Mistrz turnieju konferencji Mountain West (2015)
- Koszykarz roku konferencji Mountain West (2016)
- MVP turnieju konferencji Mountain West (2015)
- Zaliczony do:
  - I składu:
    - Mountain West (2016)
    - turnieju Mountain West (2015)
    - Mountain West Academic-All Conference (2013)

  - III składu Mountain West (2015)
  - honorable mention All-American (2016 Associated Press)
- Lider konferencji Mountain West w liczbie:
  - zdobytych punktów (2016 – 740)
  - celnych (96) i oddanych (254) rzutów za 3 punkty (2016)
  - strat (2015 – 90, 2016 – 114)

Drużynowe
- Finalista Pucharu Hiszpanii (2020)

Indywidualne
- Najbardziej spektakularny zawodnik ligi ACB (2020)

Reprezentacja
- Uczestnik amerykańskich kwalifikacji do mistrzostw świata (2019 – 2. miejsce)